# 자유의 의인화

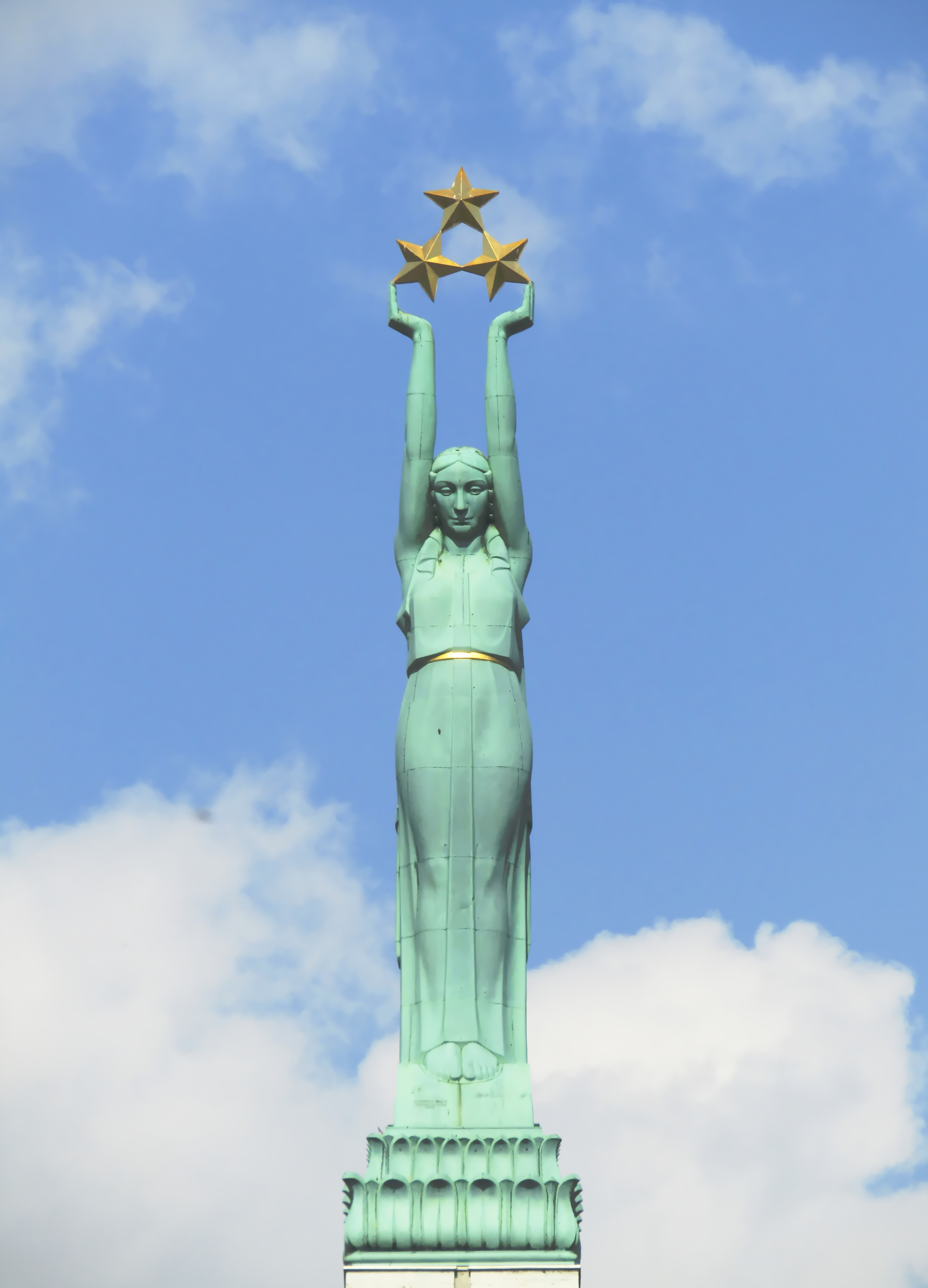
자유 기념비 (1935년)

자유의 의인화 또는 자유의 인격화에 대한 설명이다.
자유의 개념은 종종 의인화되어 표현되었으며, 종종 느슨하게 여성 고전 여신으로 표현되었다. (이를 자유의 여신으로 표현함) 예를 들어 프랑스 공화국과 그 가치인 자유, 평등, 우애를 상징하는 마리안, 그리고 1793년부터 시작된 미국 동전의 예술 작품에 묘사된 여성 자유의 여신이 있으며, 다른 많은 묘사도 있다. 이러한 묘사는 고대 로마 동전의 로마 여신 리베르타스의 이미지와 르네상스 이후의 다양한 발전에서 유래했다. 네덜란드 처녀는 여러 유형의 이미지에 등장하는 자유의 기둥에 자유의 모자를 다시 도입한 최초의 인물 중 하나였지만, 관례화된 프리지아 모자 스타일을 사용하지는 않았다. 프레데리크 오귀스트 바르톨디가 1886년에 제작한 자유의 여신상(세계를 밝히는 자유)은 프랑스가 미국에 선물한 예술에서 잘 알려진 예이다.

## 같이 보기
- 컬럼비아 (이름)
- 자유 기념비